# Kanelvävare
Kanelvävare (Ploceus badius) är en fågel i familjen vävare inom ordningen tättingar.

## Utbredning och systematik
Den förekommer i Nildalen i centrala och södra Sudan samt Sydsudan. Den behandlas antingen som monotypisk eller delas in i två underarter med följande utbredning:
- Ploceus badius badius – östra Sudan
- Ploceus badius axillaris – Sydsudan

## Status
IUCN kategoriserar arten som livskraftig.